# Bernartice nad Odrou

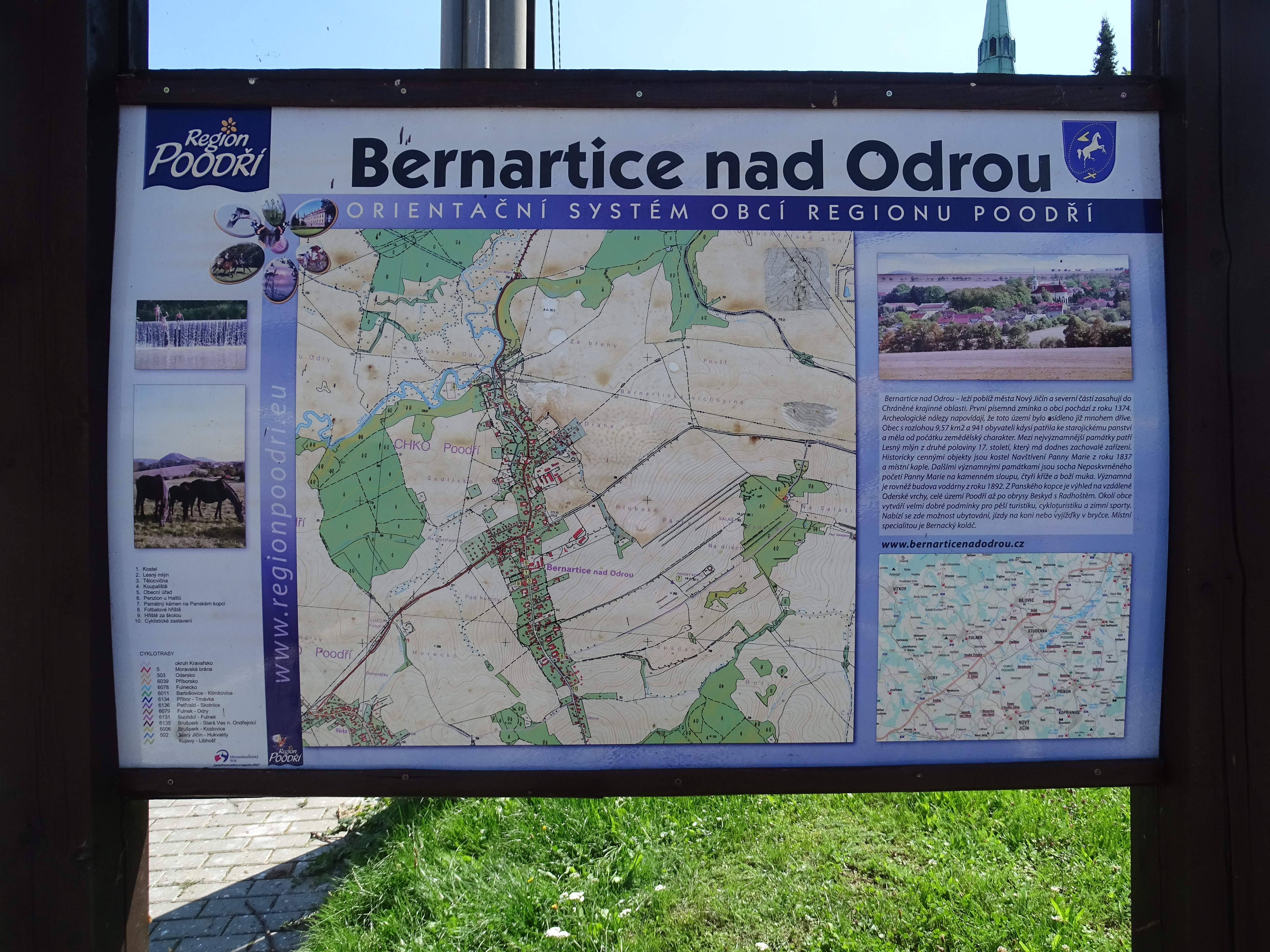
Informační tabule obce Bernartice nad Odrou

Bernartice nad Odrou (v místním nářečí Bernatice, německy Bernsdorf) jsou obec v okrese Nový Jičín v Moravskoslezském kraji. Leží na severní Moravě, na samém pomezí s Českým Slezskem, v místě, kde řeka Odra prudce stáčí svůj tok na severovýchod. Žije zde 975 obyvatel. 

## Historie
První písemná zmínka o obci pochází z roku 1374. Od 1. ledna 1980 až do 23. listopadu 1990 byla ves místní částí města Nový Jičín; poté od 24. listopadu 1990 se na základě místního referenda opět osamostatnila.
Znak a vlajka byly obci uděleny rozhodnutím předsedy Poslanecké sněmovny Parlamentu České republiky dne 4. června 1998.

## Pamětihodnosti
- Kostel Navštívení Panny Marie z roku 1837
- Sloup se sochou Panny Marie Immaculaty u kostela z roku 1840
- Kamenný kříž P. Nosska z roku 1839
- Kamenný kříž z roku 1906 v blízkosti točny
- Fara čp. 76 z roku 1799. Tato původní fara měla až do roku 1804 čp. 82
- Pomník obětem První a Druhé světové války v parku před Obecním úřadem
- Lípa Svobody s pamětním kamenem a daty 1918, 1945 v parku před Obecním úřadem
- Kaple Proměnění Pána Ježíše kolem roku 1856, opravena v roce 2010 v blízkosti školy
- Kaple sv. Martina z roku 1863, opravena roku 2010 u silnice
- Svobodný dvůr čp. 57
- Lesní mlýn čp. 25 (vodní mlýn)
- Fojtův mlýnec čp. 28 (bývalý vodní mlýn)
- Přírodní rezervace Bařiny

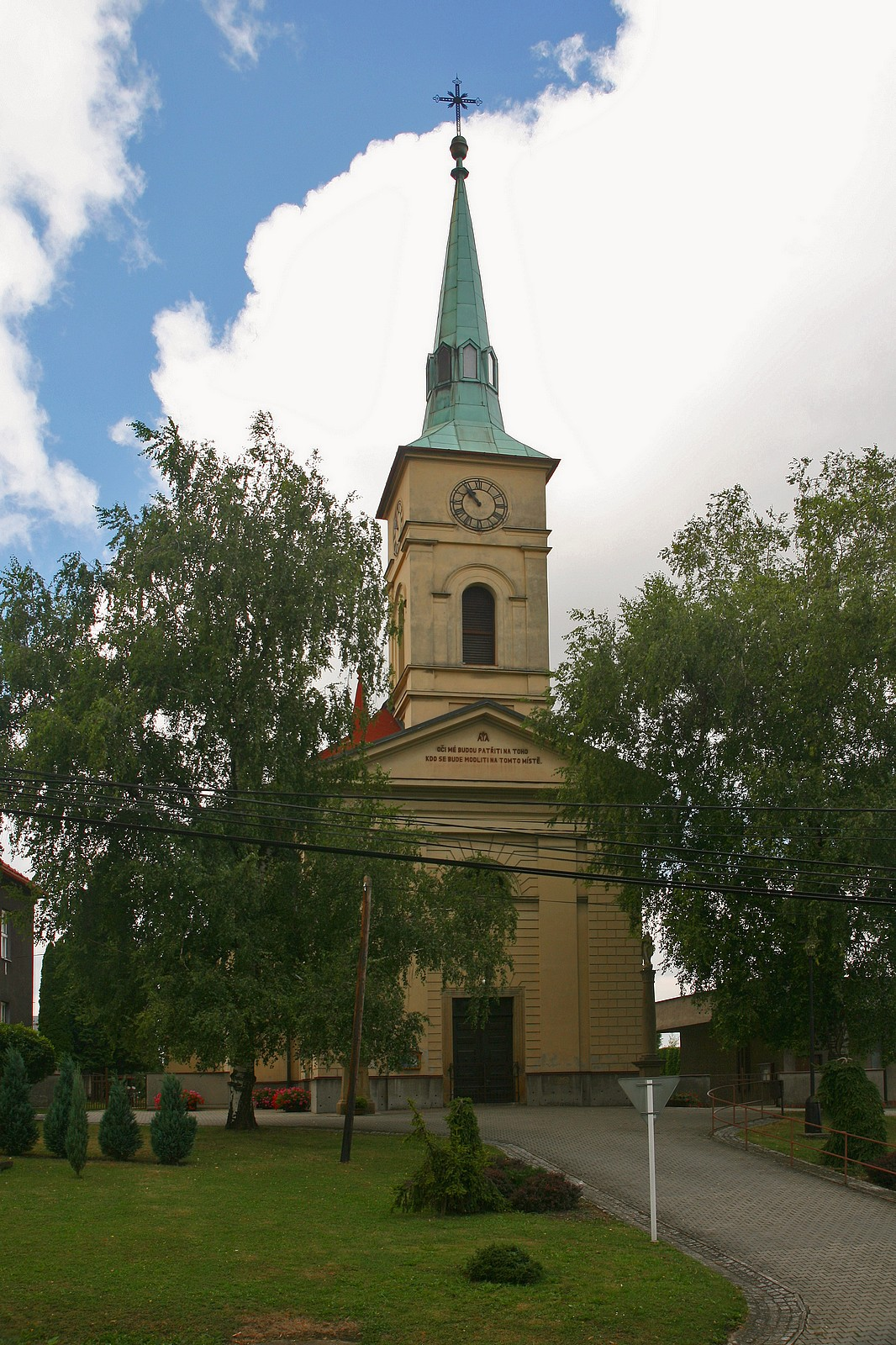
Kostel Navštívení Panny Marie
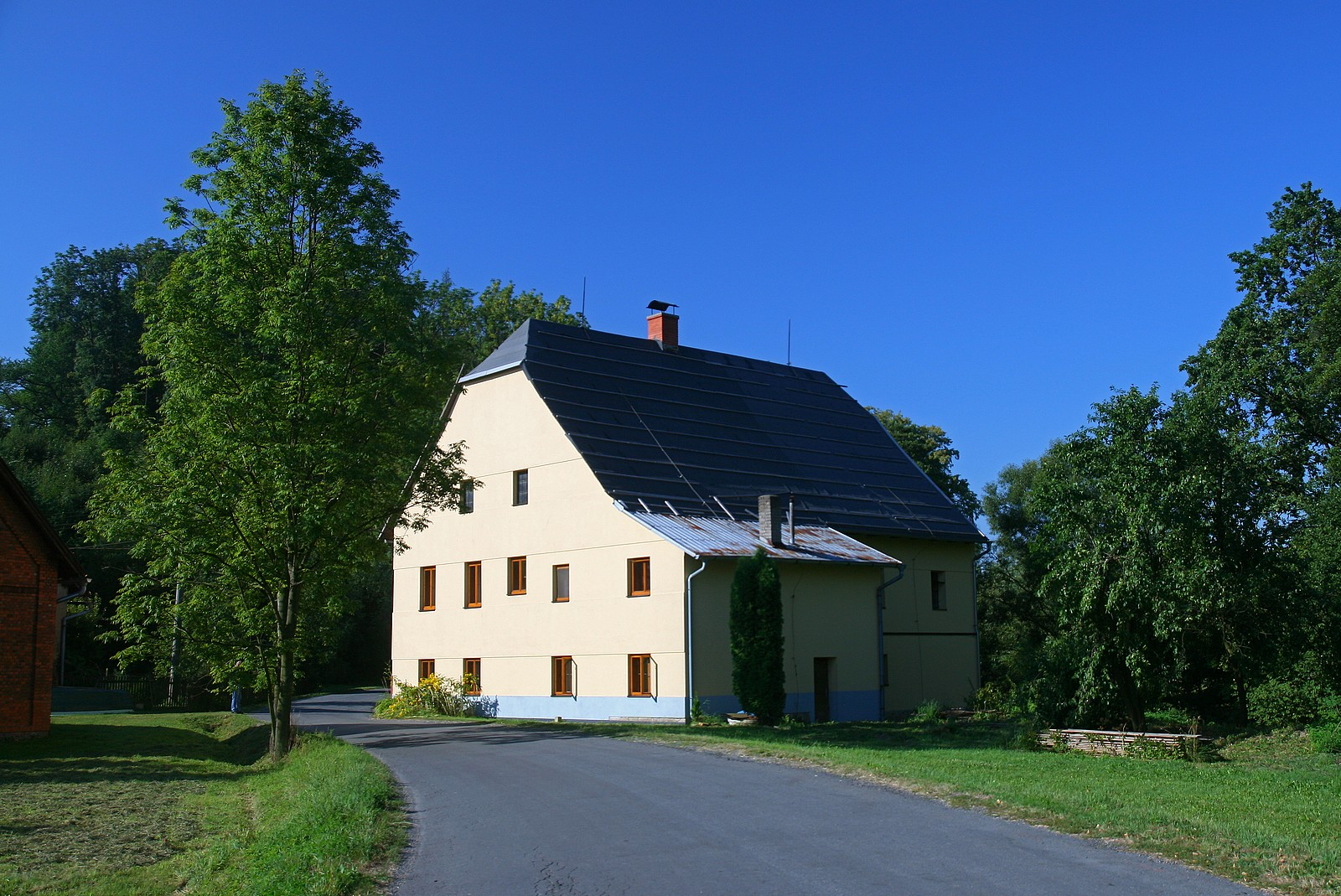
Vodní mlýn č. p. 25
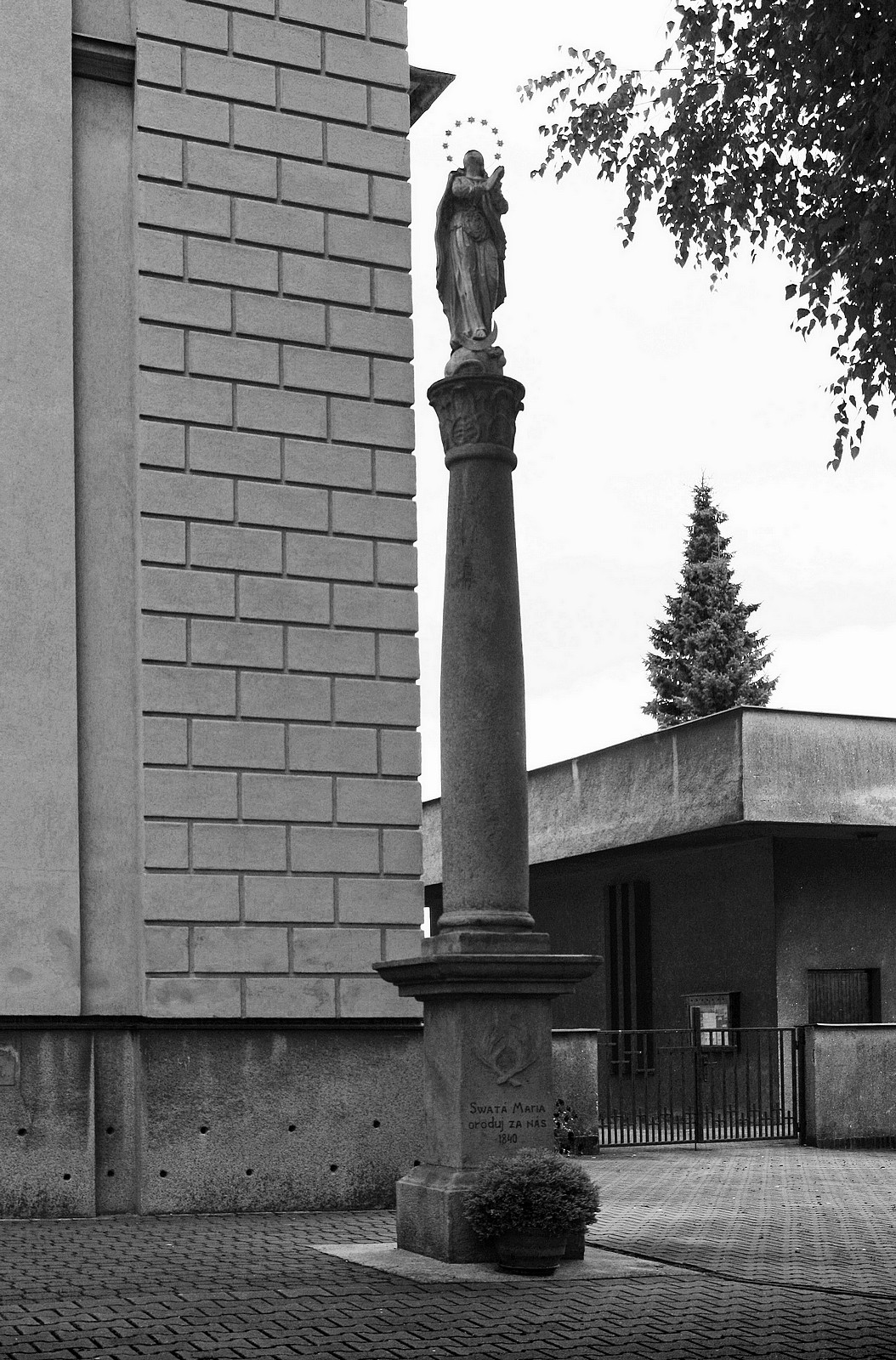
Sloup se sochou Panny Marie

### Zajímavá místa
- Panský kopec
- Horákův obrázek
- Mýtných obrázek
- Stříbrná skála
- Křížek

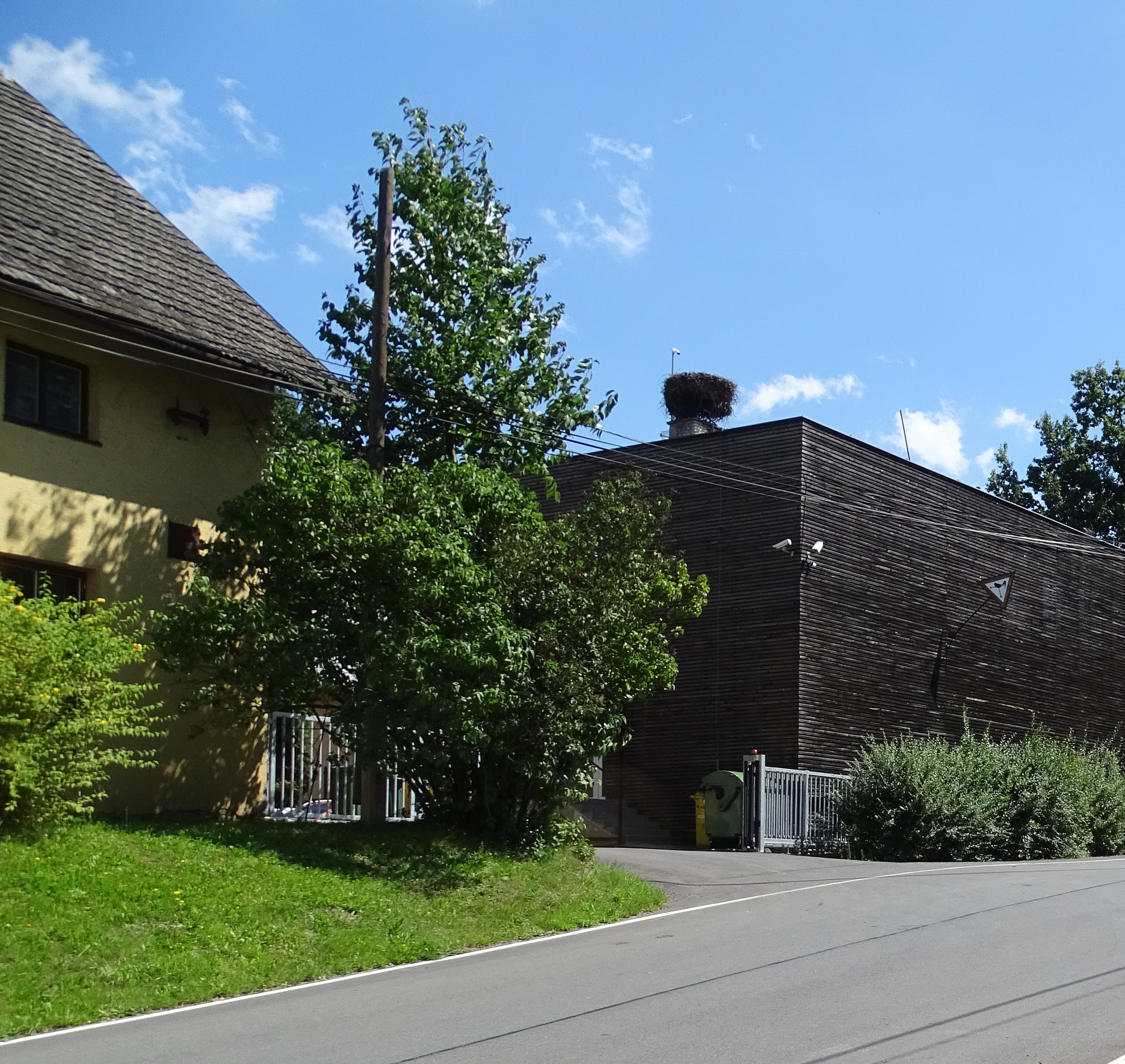
Čapí hnízdo s webkamerou

- Čapí hnízdo s webkamerouČapí hnízdo (v blízkosti hnízda je instalována kamera, která přenáší prostřednictví čapí webkamery dění v hnízdě na internet)

## Obyvatelstvo
| Rok            | 1869 | 1880 | 1890 | 1900 | 1910 | 1921 | 1930 | 1950 | 1961 | 1970 | 1980 | 1991 | 2001 | 2011 | 2021 |
| -------------- | ---- | ---- | ---- | ---- | ---- | ---- | ---- | ---- | ---- | ---- | ---- | ---- | ---- | ---- | ---- |
| Počet obyvatel | 715  | 794  | 817  | 832  | 871  | 837  | 942  | 691  | 775  | 752  | 747  | 730  | 792  | 926  | 941  |
| Počet domů     | 96   | 105  | 108  | 115  | 116  | 118  | 129  | 181  | 178  | 177  | 182  | 223  | 233  | 282  | 304  |

Věková struktura obyvatel obce Bernartice nad Odrou roku 2011
Rodinný stav obyvatel obce Bernartice nad Odrou roku 2011
Vzdělání obyvatel obce Bernartice nad Odrou roku 2011

## Osobnosti
- Martha Neisser (asi 1681–1762), exulantka a spoluzakladatelka Herrnhutu. Do Berthelsdorfu přišla s manželem (a spoluzakladatelem Herrnhutu) 12. 6. 1722.[12]
- František Bayer (1885–1942), politik, poslanec za ČSL
- Jan Bayer (1902–1944) vrchní strážmistr četnictva a odbojář